# Zmeoaica
La zmeoaica o esmeura (zmeoaică en rumano, plural zmeoaice) es un personaje de la mitología rumana. Es un personaje negativo, la esposa de un esmeuro (zmeu), es decir, un ser parecido a un dragón, pero con características antropomorfas. 